# Jakob Stettenfelder
Jakob Stettenfelder, ljubljanski župan v 16. stoletju. 
Stettenfelder je bil župan Ljubljane med letoma 1507 in 1509, ko ga je nasledil Janez Lindauer.